# Danny Drinkwater
Daniel Noel Drinkwater (Manchester, 5 de março de 1990) é um ex-futebolista inglês que atuava como volante.
Formado nas categorias de base do Manchester United, não chegou a atuar pelos Diabos Vermelhos e foi emprestado a vários clubes, como Huddersfield Town, Cardiff City, Watford, Barnsley e Aston Villa. No entanto, foi no Leicester que ganhou destaque, ao fazer parte do time que conquistou a Premier League de 2015–16.

## Carreira

### Manchester United
Nascido em Manchester, Danny juntou-se à academia dos Diabos Vermelhos aos 9 anos de idade, progredindo até ganhar um contrato de trainee em julho de 2006. Em sua primeira temporada pelo clube, se tornou um jogador constante no time sub-18, jogando 27 vezes com dois gols marcados.
No fim da temporada, Drinkwater foi chamado para o time principal do United para um jogo contra o Hull City, no dia 24 de maio de 2009. O volante foi relacionado pelo técnico Alex Ferguson e apareceu como opção no banco de reservas, mas acabou não atuando na partida.

#### Empréstimos

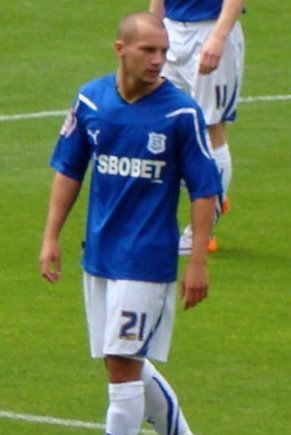
Drinkwater atuando pelo Cardiff em 2010

Para ganhar experiência, foi emprestado ao Huddersfield Town no dia 14 de agosto de 2009, assinando até o final da temporada. Ele estreou no dia seguinte, entrando aos 72 minutos para o lugar de Gary Roberts na vitória de 3 a 1 em casa contra o Southampton. Marcou seu primeiro gol pelo clube três dias depois, na goleada de 7 a 1 em casa sobre o Brighton & Hove Albion, cinco minutos após a sua entrada aos 64 minutos. Sua primeira partida como titular foi na derrota de 1 a 0 para o Bristol Rivers, no dia 22 de agosto.
O volante foi emprestado novamente no dia 8 de julho de 2010, dessa vez ao Cardiff City. Estreou dois dias depois, em um empate em casa por 1 a 1 contra o Sheffield United.
Apesar de seu empréstimo estender por toda a temporada, o Manchester United chamou-o de volta do Cardiff City no dia 25 de janeiro de 2011. Neste ínterim, fizera 12 aparições pelo time galês, incluindo nove na Championship.
Assim que retornou, foi emprestado ao Watford no dia 28 de janeiro de 2011, assinando com os Hornets até o fim da temporada.
Drinkwater acabou sendo emprestado novamente no dia 23 de agosto, dessa vez para o Barnsley. Inicialmente o seu contrato seria até 2 de janeiro de 2012, mas as boas atuações fizeram o vínculo ser estendido até o dia 30 de junho. O volante fez 17 aparições pelos Tykes na Championship, marcando na derrota por 5 a 3 para seu antigo time, o Cardiff, no dia 22 de outubro.

### Leicester
Sem clube após ter deixado o Manchester United, foi contratado em definitivo pelo Leicester no dia 20 de janeiro de 2012.
Após ser nomeado o Jogador do Mês da Championship em dezembro de 2013, foi um dos três jogadores que receberam a nomeação de Jogador do Ano. Esse foi o ano em que mais teve sucesso, marcando sete gols e sendo indicado para o time do campeonato junto com seus companheiros Kasper Schmeichel e Wes Morgan, já que as Raposas foram campeãs e promovidas à Premier League. No dia 17 de junho de 2014, renovou seu contrato com o clube por mais quatro anos.
Na campanha do título da Premier League de 2015–16, Drinkwater teve como companhia no meio-campo o francês N'Golo Kanté, o argelino Riyad Mahrez e o inglês Marc Albrighton. O volante inglês marcou dois gols: um na vitória contra o Stoke City, no King Power Stadium, e o outro contra o Chelsea em um chute de média distância, decretando o empate entre as equipes por 1 a 1.
Na temporada 2016–17, marcou um dos gols na vitória por 3 a 1 sobre o Liverpool.

### Chelsea e empréstimos

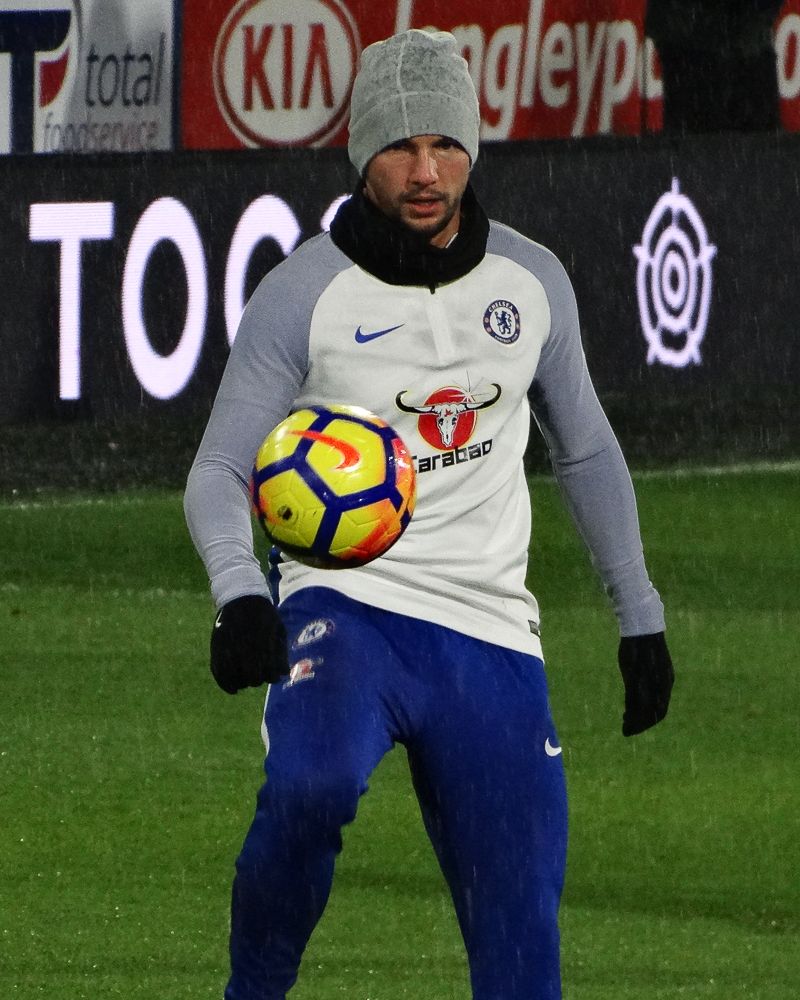
Drinkwater treinando pelo Chelsea em 2017

Após longas especulações, Drinkwater foi anunciado como reforço do Chelsea no dia 31 de agosto de 2017. O volante assinou um contrato de cinco anos, por uma taxa de 35 milhões de libras. Por causa de uma lesão séria que o tirou dos gramados por um tempo, estreou pelo clube londrino somente no dia 25 de outubro, nas oitavas de final da Copa ELF, contra o Everton. No dia 30 de dezembro, marcou um gol de voleio na vitória de 5 a 0 sobre o Stoke City. Teve 22 aparições em sua primeira temporada pelo clube londrino, sendo quatro delas na Copa da Inglaterra.

#### Burnley
Sem espaço no Chelsea, foi emprestado ao Burnley no dia 8 de agosto de 2019.

#### Aston Villa
Após ter jogado somente dois jogos enquanto emprestado ao Burnley, Drinkwater foi anunciado pelo Aston Villa no dia 7 de janeiro de 2020, chegando também por empréstimo.

#### Kasımpaşa
Em 18 de janeiro de 2021, foi emprestado mais uma vez, dessa vez para Kasımpaşa, da Turquia, até o final da temporada.

#### Reading
Drinkwater foi emprestado pela última vez no dia 30 de agosto, desta vez assinando com o Reading até o fim da temporada. O jogador marcou um gol no dia 27 de novembro, na vitória por 3 a 2 contra o Swansea, válida pela Championship.

### Saída do Chelsea e aposentadoria
Depois de não ter encontrado espaço no Chelsea e rodado por diversos clubes até o fim do seu contrato, o jogador publicou um texto no Instagram em maio de 2022, falando abertamente sobre o fracasso na passagem pelos Blues. Pouco mais de um ano depois, em outubro de 2023, Drinkwater anunciou oficialmente a sua aposentadoria dos gramados.

## Controvérsia
No dia 2 de setembro de 2019, Drinkwater se envolveu em uma briga séria, enquanto estava emprestado ao Burnley pelo Chelsea. Drinkwater acabou sendo espancado por um grupo de seis pessoas no Chinawhite club, em um bar da cidade de Manchester. Segundo o jornal The Sun, a confusão ocorreu depois que Danny Drinkwater flertou e tentou sair com a mulher de Kgosi Ntlhe, jogador do modesto Scunthorpe United, que também estava no local, acompanhado de cinco amigos também.
Relatos dizem que Drinkwater "tentou insistentemente" sair com a mulher de Ntlhe. "Ele não a ia deixar em paz", afirmou uma fonte ao jornal. Essa mesma fonte afirmou que o jogador teria dito "Eu não me importo, cara. Ela irá para casa comigo". Em imagens divulgadas pelo jornal e também após um vídeo da confusão vazar nas redes sociais, Drinkwater aparece se agarrando com o Ntlhe durante a briga, até o momento em que Drinkwater acerta uma cabeçada nele.
Após a confusão dentro do bar, os seguranças tiraram os envolvidos do local e, na rua, as coisas pioraram. "Acertaram ele com um objeto no rosto e no corpo. Estavam batendo muito nele e pulando em sua perna, tentando quebrá-la", relatou uma testemunha. " Sabiam que ele era uma estrela da Premier League. Foi muito desagradável, tinha sangue para todos os lados", afirmou uma outra fonte ao jornal inglês. Na semana anterior ao fato, após a derrota do Burnley diante do Liverpool por 3 a 0, ambos os times responsáveis por Drinkwater (Chelsea e o próprio Burnley) afirmaram que o jogador havia tido uma "lesão misteriosa" no tornozelo. O atleta teve uma lesão séria nos ligamentos do tornozelo, fazendo com que ele fique fora dos gramados por um mês. Além disso, Drinkwater ficou com um olho roxo, testa inchada, ombros e braços machucados e uma bochecha cortada. "Danny está absolutamente humilhado agora e sabe que não pode mais se colocar em uma posição que essas coisas acontecem, independentemente de quem é o culpado", afirmou um amigo do jogador do Chelsea ao The Sun.

## Títulos
Leicester
- Football League Championship: 2013–14
- Premier League: 2015–16

Chelsea
- Copa da Inglaterra: 2017–18
- Liga Europa da UEFA: 2018–19

#### Prêmios individuais
- Equipe do ano da Championship: 2013–14[29]
- Jogador do mês da Championship: dezembro de 2013[30]
- Jogador da temporada do Leicester: 2013–14[31]
- Gol mais bonito da temporada do Leicester: 2013–14